# Píseň burlaků na Volze

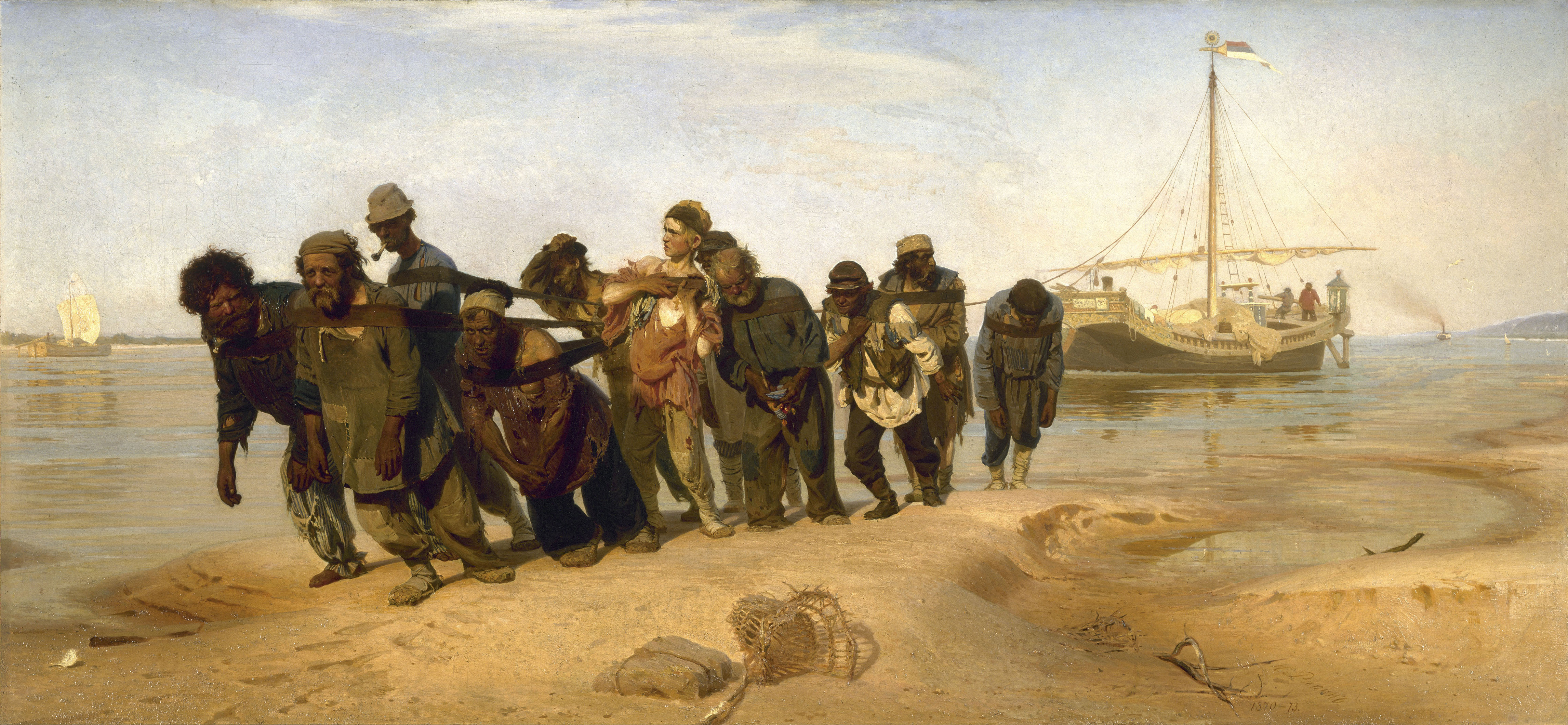
Ilja Repin: Burlaci na Volze

Píseň burlaků na Volze či Ej, uchněm! („Hej rup!“; rusky Эй, ухнем! či Песня бурлаков на Волге) je ruská lidová píseň. Sebral ji, nahrál a upravil skladatel Milij Balakirev a vyšla v jím připravené edici Sbírka ruských lidových písní roku 1866. Hudebník si zapsal text v Nižním Novgorodu. Získal ho od Nikolaje Sergejeviče Alejnikova, jednoho ze zástupců povolžské lodní společnosti Kavkaz a Merkur, a to v roce 1860 nebo 1861.
Píseň se stala velmi známou a vzhledem k tomu, že je v podstatě nářkem zotročených nevolníků, získala i silný politický náboj. Důkazem je, že po únorové revoluci Kerenského vláda uvažovala o tom, že by píseň byla hymnou nové republiky. Vítězství bolševiků plán zhatilo, ale píseň se i potom těšila všeobecné přízni a stala se široce známou v úpravě Fjodora Fjodoroviče Könemana a v podání Fjodora Šaljapina, pro nějž Köneman píseň speciálně upravil. Šaljapinova interpretace opakovaně vyšla na desce, a to v letech 1922, 1927 a 1936, což z ní učinilo jednu z nejznámějších a nejpopulárnějších lidových písní v širokých masách moderní ruské společnosti. Ve Spojených státech ji proslavil Orchestr Glenna Millera, který ji roku 1941, v rámci vlny sympatií k novému spojenci ve válce, zařadil do svého repertoáru.
Na základě lidové písně vznikla také již v roce 1865 revoluční píseň Dubinuška (Дубинушка) v úpravě Vasilije Ivanoviče Bogdanova (1837–1886) a Alexandra Alexandroviče Olchina (1839–1897), jež nesmí být s původní písní zaměňována. Vlastní verzi písně vytvořil též Alexandr Glazunov roku 1905 (v bezprostřední reakci na revoluční události) a španělský skladatel Manuel de Falla v roce 1922.

## Text
| Rusky | Transliterace | (Volný) český překlad |
| --- | --- | --- |
| Эй, ухнем! Ещё разик, ещё да раз! Эй, ухнем! Ещё разик, ещё да раз! Разовьём мы берёзу, Разовьём мы кудряву! Ай-да, да ай-да, Aй-да, да ай-да, Разовьём мы кудряву. Эй, ухнем! Ещё разик, ещё да раз! Мы по бережку идём, Песню солнышку поём. Ай-да, да ай-да, Aй-да, да ай-да, Песню солнышку поём. Эй, эй, тяни канат сильней! Песню солнышку поём. Эй, ухнем! Ещё разик, ещё да раз! Эх ты, Волга, мать-река, Широка и глубока, Ай-да, да ай-да, Aй-да, да ай-да, Волга, Волга, мать-река Эй, ухнем! Ещё разик, ещё да раз! Эй, ухнем! | Ej, uchněm! Ješčo razik, ješčo da raz! Ej, uchněm! Ješčo razik, ješčo da raz! Razavjom my berjozu, Razavjom my kudrjavu! Aj-da, da aj-da, Razavjom my kudrjavu. Ej, uchněm! Ješčo razik, ješčo da raz! My po berežku iďom, Pesňu solnyšku pojom. Aj-da, da aj-da, Pesňu solnyšku pojom. Ej, Ej, ťjani kanat silněj! Pesňu solnyšku pojom. Ej, uchněm! Ješčo razik, ješčo da raz! Ech ty, Volga, mať – reka, Široka i gluboka, Aj-da, da aj-da, Volga, Volga, mať – reka Ej, uchněm! Ješčo razik, ješčo da raz! Ej, uchněm! | Hej-rup, hej! Ještě jeden, ještě druhý ráz! Hej-rup, hej! Ještě jeden, ještě druhý ráz! Rozlomíme břízu vysokou, Rozlomíme hradbu dubovou! Aj-da, da aj-da, Rozlomíme hradbu dubovou! Hej-rup, hej! Ještě jeden, ještě druhý ráz! Po břehu se suneme, slunci píseň pějeme. Aj-da, da aj-da, Slunci píseň pějeme. Hej, hej, táhni špagát silněj! Slunci píseň pějeme. Hej-rup, hej! Ještě jeden, ještě druhý ráz! Oj, ty Volho, matko řek, hluboký i širý je tvůj břeh! Aj-da, da aj-da, Volho, Volho, matko řek. Hej-rup, hej! Ještě jeden, ještě druhý ráz! Hej-rup, hej! |